# فرودگاه کوکانوک
فرودگاه کوکانوک (به انگلیسی: Kokhanok Airport) یک فرودگاه همگانی با کد یاتا KNK است که یک باند فرود شن دارد و طول باند آن ۱۰۰۶ متر است. این فرودگاه در شهر کوکانوک، آلاسکا کشور ایالات متحده آمریکا قرار دارد و در ارتفاع ۳۵ متری از سطح دریا واقع شده است.